# Баскетбол на летних Олимпийских играх 1904
Соревнования по баскетболу на летних Олимпийских играх 1904 являлись демонстрационным видом программы. Прошли четыре турнира. Это были первые показательные соревнования на Олимпийских играх.

## Любительское соревнование
| Место | Команда               | И | В | П |
| ----- | --------------------- | - | - | - |
| 1     | Команда Буффало       | 4 | 4 | 0 |
| 2     | Команда Чикаго        | 4 | 3 | 1 |
| 3     | Команда Нью-Йорка 1   | 1 | 0 | 1 |
| 3     | Команда Нью-Йорка 2   | 1 | 0 | 1 |
| 5     | Команда Лос-Анджелеса | 2 | 0 | 2 |
| 5     | Команда Сент-Луиса    | 2 | 0 | 2 |

| Победитель      | Счёт        | Проигравший           |
| --------------- | ----------- | --------------------- |
| Команда Буффало | 97-8        | Команда Сент-Луиса    |
| Команда Чикаго  | 56-6        | Команда Нью-Йорка 1   |
| Команда Буффало | 77-6        | Команда Лос-Анджелеса |
| Команда Чикаго  | 2-2; дискв. | Команда Лос-Анджелеса |
| Команда Буффало | 36-28       | Команда Нью-Йорка 2   |
| Команда Буффало | 39-28       | Команда Чикаго        |
| Команда Чикаго  | 2-0         | Команда Сент-Луиса    |

## Соревнование колледжей
| Место | Команда                           | И | В | П |
| ----- | --------------------------------- | - | - | - |
| 1     | Колледж Хайрэма                   | 2 | 2 | 0 |
| 2     | Колледж Уитона                    | 2 | 1 | 1 |
| 3     | Университет Святых последних дней | 2 | 0 | 2 |

| Победитель      | Счёт  | Проигравший                       |
| --------------- | ----- | --------------------------------- |
| Колледж Хайрэма | 23-20 | Колледж Уитона                    |
| Колледж Уитона  | 40-35 | Университет Святых последних дней |
| Колледж Хайрэма | 25-18 | Университет Святых последних дней |

## Соревнования высших школ
| Место | Команда             | И | В | П |
| ----- | ------------------- | - | - | - |
| 1     | Школа Нью-Йорка     | 3 | 3 | 0 |
| 2     | Школа Чикаго        | 3 | 2 | 1 |
| 3     | Школа Сент-Луиса    | 3 | 1 | 2 |
| 4     | Школа Сан-Франциско | 3 | 0 | 3 |

## Соревнования начальных школ
| Место | Команда             | И | В | П |
| ----- | ------------------- | - | - | - |
| 1     | Школа Нью-Йорка     | 2 | 2 | 0 |
| 2     | Школа Чикаго        | 2 | 1 | 1 |
| 3     | Школа Сан-Франциско | 2 | 0 | 2 |